# 빅 타이백

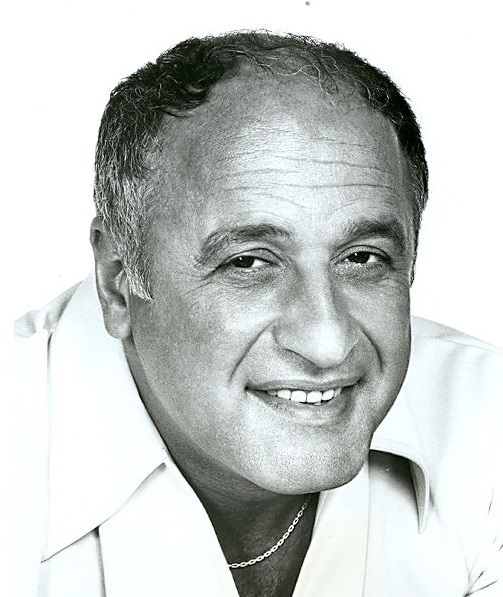

빅 타이백(Vic Tayback, 1930년 1월 6일 ~ 1990년 5월 25일)은 미국의 배우, 텔레비전 배우, 영화 배우이다.
뉴욕에서 태어났으며 글렌데일에서 심근 경색으로 인해 사망하였다. 포리스트 론 메모리얼 파크에 매장되었다.

## 영화
- 호스플레이어 (1990년)
- 지하 터널의 전설 (1989년)
- 랜디의 사생활 (1989년)
- 찰리의 천국여행  (1989년)
- 언더러치브 (1987년)
- 미스테리어스 투 (1982년)
- 스루 더 매직 피라미드 (1981년)
- 꿈꾸는 낙원 (1978년)
- 카사블랑카의 살인 (1978년)
- 사랑의 유람선 (1977년)
- 콰이어보이 (1977년)
- 노 디퍼짓, 노 리턴 (1976년) - 빅 조 역
- 맨션 오브 더 둠드 (1976년)
- 쉐기 D.A. (1976년)
- 빅 버스 (1976년)
- 특수 경찰 (1975년)
- 겜블러 (1974년)
- 클린트이스트우드의 대도적 (1974년)
- 엘리스는 이제 여기 살지 않는다 (1974년)
- 북극의 제왕 (1973년)
- 마피아 혈전 (1973년)
- 빠삐용 (1973년)
- 샌프란시스코 수사반 (1972년)
- 경찰 초년병 (1972년)
- 수사관 맥클라우드 (1970년)
- 닥터 게논 (1969년)
- 하와이 5-0수사대 (1968년)
- 위드 식스 유 겟 애그롤 (1968년)
- 털보 가족 (1966년)
- LA 현금 탈취 작전 (1966년)
- 제5전선 (1966년)
- FBI (1965년)
- 겟 스마트 (1965년)
- 아내는 요술쟁이 (1964년)
- 러브 위드 더 프로퍼 스트레인저 (1963년)
- 딜론 보안관 (1955년)